# PFK Lokomotiv 1926 Plovdiv
El PFK Lokomotiv 1926 Plovdiv (en búlgar: ПФК Локомотив 1926 Пловдив) és un club de futbol búlgar de la ciutat de Plòvdiv.

## Història
El club fou fundat el 25 de maig de 1926. L'etapa més brillant del club fou la temporada 2003/2004 en la qual guanyà el campionat de país i participà per primer cop a la Lliga de campions. També guanyà la supercopa búlgara. És el club de la ciutat representatiu de la classe treballadora i de tendència esquerranosa.

## Palmarès
- Lliga búlgara de futbol (1): 2004
- Copa búlgara de futbol (1): 1983
- Supercopa búlgara de futbol (1): 2004